# كليوتيس بيندارفيس
كليوتيس بيندارفيس (بالإنجليزية: Cleotis Pendarvis)‏ مواليد 22 يونيو 1986 في لوس أنجلوس، هو ملاكم محترف أمريكي يصنف ضمن فئة وزن الوسط.

## إحصائيات
خاض خلال مسيرته 23 نزالا، فاز في 17 وتعادل في 2 وخسر في 4. فاز بالضربة القاضية في 6 نزالات.

## روابط خارجية
- كليوتيس بيندارفيس على موقع بوكس ريك (الإنجليزية) (registration required)